# Prestwichia
Den här sidan handlar om stekelsläktet, för det fossila dolksvanssläktet se Prestwichia (dolksvansar).
Prestwichia är ett släkte av steklar som beskrevs av Lubbock 1864. Prestwichia ingår i familjen hårstrimsteklar.
Kladogram enligt Catalogue of Life och Dyntaxa:
| Prestwichia | \| \| Prestwichia aquatica \| \| \| \| \| \| Prestwichia indica \| \| \| \| \| \| Prestwichia multiciliata \| \| \| \| \| \| Prestwichia solitaria \| \| \| \| \| \| Prestwichia zygopterorum \| \| \| \| |
|             | \| \| Prestwichia aquatica \| \| \| \| \| \| Prestwichia indica \| \| \| \| \| \| Prestwichia multiciliata \| \| \| \| \| \| Prestwichia solitaria \| \| \| \| \| \| Prestwichia zygopterorum \| \| \| \| |
|             | Prestwichia aquatica |
|             | |
|             | Prestwichia indica |
|             | |
|             | Prestwichia multiciliata |
|             | |
|             | Prestwichia solitaria |
|             | |
|             | Prestwichia zygopterorum |
|             | |